# Landa (Dacota do Norte)
Landa é uma cidade localizada no estado norte-americano de Dacota do Norte, no Condado de Bottineau.

## Demografia
Segundo o censo norte-americano de 2000, a sua população era de 28 habitantes.
Em 2006, foi estimada uma população de 26, um decréscimo de 2 (-7.1%).

## Geografia
De acordo com o United States Census Bureau tem uma área de
0,2 km², dos quais 0,2 km² cobertos por terra e 0,0 km² cobertos por água. Landa localiza-se a aproximadamente 452 m acima do nível do mar.

## Localidades na vizinhança
O diagrama seguinte representa as localidades num raio de 28 km ao redor de Landa.